# Улица Степана Олейника (Киев)
У́лица Степа́на Оле́йника (укр. ву́лиця Степа́на Олі́йника) — улица в Дарницком районе города Киева, жилой массив Позняки. Пролегает от улицы Ревуцкого до конца застройки.

## История
Улица возникла в 80-х годах XX века. Современное название в честь украинского поэта-юмориста Степана Олейника — с 1990 года.

## Предприятия и организации
- Библиотека № 133 Дарницкого района г. Киева (дом № 10);
- Центр предоставления административных услуг Дарницкого района (дом № 21);
- Начальная школа №296 (дом №10).